# Всеукраинский союз церквей евангельских христиан-баптистов
Всеукраинский союз церквей евангельских христиан-баптистов (ВСЦ ЕХБ, укр. Всеукраїнський союз церков євангельських християн-баптистів, ВСЦ ЄХБ) — ведущая протестантская христианская церковь Украины, придерживающаяся баптистского вероучения.
После распада Всесоюзного совета евангельских христиан-баптистов в 1990 году на 21-м съезде евангельских христиан-баптистов Украины, проходившем с 25 по 27 января, было провозглашено создание самостоятельного союза евангельских христиан-баптистов Украины. В 1994 году было принято название «Всеукраинский союз объединений евангельских христиан-баптистов» (ВСО ЕХБ). В 2006 году название было заменено на «Всеукраинский союз церквей евангельских христиан-баптистов» (ВСЦ ЕХБ).
Согласно государственной статистике, на 1 января 2009 года на Украине существует 2550 поместных общин ЕХБ, входящих в ВСЦ ЕХБ. Они объединяют 131 000 верующих, сознательно и последовательно исповедующих и практикующих свою веру. Вообще же богослужения в церквах ВСЦ ЕХБ посещают около 300 тысяч человек (включая детей верующих и «приближённых»).

## Организационная структура
В ВСЦ ЕХБ входят 25 областных объединений церквей ЕХБ. Кроме церквей на Украине, в состав ВСЦ ЕХБ входят 6 объединений баптистских церквей украинской диаспоры в США, Канаде, Австралии, Аргентине, Парагвае, Португалии.
Высший руководящий орган ВСЦ ЕХБ — съезд представителей церквей, который собирается раз в 4 года. Съезд утверждает уставные положения и основные направления развития служения церквей ВСЦ ЕХБ, избирает Председателя и его заместителей.
Председатель Союза, его заместители и исполнительный секретарь составляют Исполнительный комитет.
В период между съездами вся ответственность за деятельность Союза возлагается на Совет Союза. Он собирается 4 раза в год. В него входят члены Исполнительного комитета, областные пресвитеры и другие ответственные служители, в соответствии с Уставом.
Совет Союза определяет стратегию развития служения Союза и несёт ответственность за духовное состояние церквей в областных объединениях, утверждает Исполнительного секретаря Союза, руководителей отделов, бюджет, утверждает рабочие комиссии в Совете Союза, содействует координации и развитию служения объединений, а также решению спорных вопросов в церквях.
При Совете ВСЦ ЕХБ действуют также Духовно-консультативный и Творческий советы. Духовно-консультативный совет создан из наиболее опытных и уважаемых служителей с целью наставления служителей, защиты церквей от лжеучений. Творческий совет — совещательный орган, который вырабатывает предложения относительно стратегического развития служения церквей ВСЦ ЕХБ.

### Исполнительный комитет
На 27-м съезде (2014 г.) ВСЦ ЕХБ было избрано новое руководство союза:
Председатель Союза — Валерий Антонюк.

#### Календарная реформа
23 июня 2022 года Всеукраинский союз церквей евангельских христиан-баптистов (ВСЦ ЕХБ) принял решение перейти на григорианский календарь с декабря 2022 года. Многие баптистские общины праздновали Рождество по новому стилю ещё до этого решения много лет. К тому же, в 2022 году ряд церквей ВСЦ ЕХБ начали праздновать Пасхалию вместе с западными христианами по григорианскому календарю.

## Духовные учебные заведения
В составе ВСЦ ЕХБ действует 15 высших учебных заведений (5 семинарий, 2 университета, Музыкальная академия, Институт управления, центр «Реалис», а также 5 колледжей, имеющих учебные программы бакалаврского уровня), 39 средних — библейских колледжей и институтов, а также библейские школы при церквах, заочные курсы, музыкальные школы и т. п.

### Высшие духовные учебные заведения
- Запорожская библейская семинария (г. Запорожье)
- Ирпенская библейская семинария (г. Ирпень, Киевская область)
- Киевская богословская семинария (г. Киев)
- Киевский христианский университет (г. Киев)
- Одесская богословская семинария (г. Одесса)
- Таврийский христианский институт (г. Херсон)
- Украинская Баптистская Теологическая Семинария (г. Львов)
- Кременчугская Евангельская Семинария (г. Кременчуг)

## Международная деятельность
ВСЦ ЕХБ входит в следующие международные христианские организации:
- Евро-Азиатская федерация союзов евангельских христиан-баптистов
- Всемирный союз баптистов
- Европейская баптистская федерация

## Региональные объединения церквей ЕХБ

### Волынская область
Волынское областное объединение церквей ЕХБ насчитывает 127 баптистских церквей, в которые входят более 7300 активных верующих.
При объединении действуют видеостудия «Правда про…», детский христианский оздоровительный комплекс «Вифания», Украинская миссия благовестия, Волынский библейский институт, региональный библейский колледж, детская воскресная школа, христианское издательство, Луцкая книжная фабрика «Христианская жизнь».